# Борна
Борна (њем. Borna) град је у њемачкој савезној држави Саксонија. Једно је од 41 општинског средишта округа Лајпциг. Према процјени из 2010. у граду је живјело 21.211 становника. Посједује регионалну шифру (AGS) 14729050.

## Географски и демографски подаци
Борна се налази у савезној држави Саксонија у округу Лајпциг. Град се налази на надморској висини од 159 метара. Површина општине износи 62,4 km². У самом граду је, према процјени из 2010. године, живјело 21.211 становника. Просјечна густина становништва износи 340 становника/km².

## Међународна сарадња
| Мјесто | Држава    | Врста сарадње | Од    |
| ------ | --------- | ------------- | ----- |
|        | Француска | партнерство   | 2000. |
| Извор  |           |               |       |